# Jieting (köpinghuvudort i Kina, Zhejiang Sheng, lat 29,64, long 120,27)
Jieting (kinesiska: 街亭镇, 街亭) är en köpinghuvudort i Kina. Den ligger i provinsen Zhejiang, i den östra delen av landet, omkring 68 kilometer söder om provinshuvudstaden Hangzhou. Antalet invånare är 18 015. Befolkningen består av 9 117 kvinnor och 8 898 män. Barn under 15 år utgör 12,0 %, vuxna 15-64 år 70 %, och äldre över 65 år 16,0 %.
Runt Jieting är det tätbefolkat, med 442 invånare per kvadratkilometer. Närmaste större samhälle är Zhuji, 8,7 km norr om Jieting. I omgivningarna runt Jieting växer i huvudsak blandskog.
Genomsnittlig årsnederbörd är 2 020 millimeter. Den regnigaste månaden är juni, med i genomsnitt 365 mm nederbörd, och den torraste är januari, med 79 mm nederbörd.